# Borgosesia Calcio
O Borgosesia Calcio é um clube de futebol com sede em Borgosesia, Itália. A equipe compete nas divisões amadoras do Campeonato Italiano de Futebol.

## História
O clube foi fundado em 1925. 